# Teucholabis neosalva
Teucholabis neosalva är en tvåvingeart som beskrevs av Alexander 1943. Teucholabis neosalva ingår i släktet Teucholabis och familjen småharkrankar.
Artens utbredningsområde är Peru. Inga underarter finns listade i Catalogue of Life.